# Isígon de Nicea
Isígon (en llatí: Isigonus, grec antic: Ἰσίγονος) va ser un escriptor grec que, segons Esteve de Bizanci, era natural de Nicea, i segons Ciril d'Alexandria era de Citium, mentre que modernament hom considera més probable l'opció de Nicea.
La seva època és desconeguda, tot i que Plini va utilitzar aquesta obra, cosa que indica que va viure el segle i aC o abans. Aulus Gel·li només diu que era un antic escriptor de poca autoritat, i Joan Tzetzes l'anomena historiador, però la seva única obra coneguda es titula Ἄπιστα ('coses poc creïbles'), que no sembla historiogràfica i més aviat sembla del ram d'escriptors anomenats παραδοξογράφοι ('que escriuen sobre paradoxos').